# Mark Poster
Mark Poster (5 de juliol de 1941 – 10 d'octubre de 2012) fou un professor emèrit d'Història i Cinema i Estudis dels mitjans de comunicació de massa a la Universitat de Califòrnia a Irvine, on també va ensenyar Teoria Crítica de l'Èmfasi. És important destacar que va ser fonamental per a "portar la teoria crítica francesa als EUA, i analitzar els mitjans contemporanis."

## Primers anys de vida
Poster va néixer a Nova York el 5 de juliol de 1941, va estudiar a la Universitat de Pennsilvània Wharton School i va completar un doctorat en història a la Universitat de Nova York en 1968. Els seus interessos de recerca inclouen història intel·lectual i cultural europea, existencialisme, marxisme, teoria crítica i estudi dels mitjans de comunicació.

## Carrera
Era conegut per analitzar l'obra de Henri Lefebvre, Jean-Paul Sartre i Michel Foucault. Va aplicar les idees d'aquests i altres teòrics francesos (incloent Jean Baudrillard, Louis Althusser, Gilles Deleuze i Jacques Derrida) als  nous mitjans de comunicació digitals de finals del XX i principis del segle XXI (incloent-hi la televisió, les bases de dades, l'hipertext i internet).
Poster buscava polititzar la qüestió de la utilització i el desenvolupament d'internet, posant l'accent en les seves possibilitats per al canvi polític alliberador, alhora que reconeix l'existència d'una bretxa digital divisòria, així com els interessos de les empreses transnacionals i dels governs nacionals.
Poster fou també co-editor de la sèrie de llibres "Electronic Mediations" de la Premsa de la Universitat de Minnesota, que inclou uns 40 títols que exploren les implicacions humanistes i socials d'internet, les tecnologies de realitat virtual, videojocs, hipertextos literaris, i noves formes d'art multimèdia.

## Mort
Poster va morir el 10 d'octubre 2012 de pneumònia i li sobreviuen la seva esposa, Annette Schlichter, i les seves dues filles.

## Obres
- The Utopian Thought of Restif de la Bretonne (1971)
- Existential Marxism in Postwar France: From Sartre to Althusser (1975)
- Critical Theory of the Family (1978)
- Sartre's Marxism (1982)
- Foucault, Marxism, and History: Mode of Production Versus Mode of Information (1985)
- Critical Theory and Poststructuralism: In Search of a Context (1989)
- The Mode of Information: Post-structuralism and Social Contexts (1990)
- The Second Media Age (1995). Chapter 2 available as Postmodern Virtualities Arxivat 2012-01-29 at Archive-It
- What's the Matter with the Internet? (Electronic Mediations series) (2001)
- The Information Subject (2001)
- Information Please: Culture and Politics in the Age of Digital Machines (2006)
- Deleuze and New Technology (2009)